# Каприана
Каприана (итал. Capriana) — коммуна в Италии, располагается в провинции Тренто области Трентино-Альто-Адидже.
Население составляет 588 человек (2008 г.), плотность населения составляет 45 чел./км². Занимает площадь 13 км². Почтовый индекс — 38030. Телефонный код — 0462.
Покровителем коммуны почитается святой апостол Варфоломей, празднование 24 августа.

## Демография
Динамика населения:

## Администрация коммуны
- Официальный сайт: http://www.comunecapriana.com/